# Paromalus sulcatus
Paromalus sulcatus är en skalbaggsart som beskrevs av Lewis 1888. Paromalus sulcatus ingår i släktet Paromalus och familjen stumpbaggar. Inga underarter finns listade i Catalogue of Life.